# Río Olomán
Río Olomán är ett vattendrag i Honduras.   Det ligger i departementet Departamento de Yoro, i den västra delen av landet, 140 km norr om huvudstaden Tegucigalpa.